# Bernd Jürgen Fischer
Bernd Jürgen Fischer (englische Schreibweise: Bernd Jurgen Fischer; geboren am 27. Januar 1952 in Bünde) ist ein amerikanischer Historiker und Albanologe.
Fischer erwarb 1982 seinen Ph.D. an der University of California, Santa Barbara. Er lehrte an den Universitäten von Hartford und McGill in Montreal. Er war Geschichtsprofessor an der Indiana University, Fort Wayne.
Fischer verfasste zahlreiche Werke zur Geschichte Albaniens, unter anderem zum König Ahmet Zogu und die Entwicklung Albaniens zur Zwischenkriegszeit sowie zu Albanien im Zweiten Weltkrieg und der Kollaboration mit den das Land besetzenden faschistischen Staaten. 2006 wurde er in die Albanische Akademie der Wissenschaften gewählt. Er ist Direktor des Fort Wayne International Affairs Forum an der gleichnamigen Universität.

## Schriften
- King Zog and the Struggle for Stability in Albania (1984)
- Albania at War, 1939–1945 (1999) West Lafayette, Ind.: Purdue University Press, 1999, ISBN 9780585063881, OCLC 42922446
- Kollaborationsregime in Albanien, 1939–1944 in: Europa unterm Hakenkreuz – Okkupation und Kollaboration, 1938–1945.
- mit Stephanie Schwandner-Sievers: Albanian Identities: Myth and History, 2002, Indiana University Press
- Balkan Strongmen: Dictators And Authoritarian Rulers Of Southeast Europe,  2006